# Metsaküla (Tahkuranna)
Metsaküla – wieś w Estonii, w prowincji Parnawa, w gminie Tahkuranna.